# Pralungo
Pralungo é uma comuna italiana da região do Piemonte, província de Biella, com cerca de 2.781 habitantes. Estende-se por uma área de 7 km², tendo uma densidade populacional de 397 hab/km². Faz fronteira com Biella, Sagliano Micca, Tollegno.

## Demografia
| Variação demográfica do município entre 1861 e 2011                               |
|                                                                                   |
| Fonte: Istituto Nazionale di Statistica (ISTAT) - Elaboração gráfica da Wikipedia |